# Achaearanea extumida
Achaearanea extumida är en spindelart som beskrevs av Xing, Gao och Zhu 1994. Achaearanea extumida ingår i släktet Achaearanea och familjen klotspindlar. Inga underarter finns listade i Catalogue of Life.